# Poverty Point
Poverty Point (francuski: Pointe de Pauvreté) je bila arhajska sjevernoamerička indijanska kultura (ribo)lovaca-sakupljača koja je nastanjivala Deltu Mississippija u sjeveroistočnoj Louisiani (kraj grada Eppsa), na jugu današnjih Sjedinjenih Američkih Država. Ova kultura je dobila ime po najpoznatijem arheološkom lokalitetu koji se nalazi na mjestu negdašnje plantaže pamuka Poverty Point, izgrađene u 19. stoljeću na uskom i blago nagnutom zemljištu nalazišta koje datira iz oko 1730. pr. Kr. do 1350. pr. Kr.
Zemljane strukture Poverty Pointa su se dograđivale i širile stoljećima, sve dok nalazište nije dobilo svoj konačni oblik oko 1000. pr. Kr. Često se naziva prvim gradom Sjeverne Amerike, iako je malo vjerojatno da je imao više od 2000 stanovnika, a njegova stambena ili ceremonijalna uloga nije zasigurno potvrđena. Ovaj je povijesni spomenik (kompleks od pet humaka, šest koncentričnih polueliptičnih grebenova odvojenih plitkim depresijama i središnji trg) upisan na UNESCO-ov popis mjesta svjetske baštine u Sjevernoj Americi 2014. godine.

## Povijest
Poverty Point kulturi prethodila je Watson Brake kultura, nazvana po mjestu Watson Brake u današnjoj župi Ouachita u Louisiani, gdje je izgrađeno jedanaest zemljanih humaka početkom oko 3500. pr. Kr. Watson Brake jedan je od najranijih kompleksa humaka u Americi. Sljedeća najstarija je kultura Poverty Point, koja je cvjetala od 1730. do 1350. pr. Kr., tijekom kasnog arhajskog razdoblja u Sjevernoj Americi (rani neolitik). Dokazi o ovoj kulturi izgradnje humaka pronađeni su na više od 100 lokacija, uključujući Jaketown Site u blizini Belzonija, Mississippi. Najveće i najpoznatije nalazište je upravo Poverty Point po kojemu je cijela prapovijesna kultura dobila ime.
Kultura Poverty Pointa možda je dosegla svoj vrhunac oko 1500. pr. Kr. To je jedna od najstarijih složenih kultura, a vjerojatno i prva plemenska kultura u delti Mississippija i u današnjim Sjedinjenim Državama. Ljudi su zauzeli sela koja su se protezala gotovo 160 km s obje strane rijeke Mississippija.
Nakon kulture Poverty Point uslijedile su kulture Tchefuncte i Lake Cormorant iz razdoblja Tchula (800.-200. pr. Kr.), lokalne manifestacije ranog „Šumskog razdoblja” (eng. Woodland period) u Sjevermoj Americi (1000. pr. Kr. - 1000.). Te su se kulture potomaka razlikovale od kulture Poverty Pointa po trgovini na kraćim udaljenostima, stvaranju manje masivnih javnih projekata, potpunom prihvaćanju keramike za skladištenje i kuhanje, te nedostatku lapidarne (klesarske) proizvodnje.
Kultura Poverty Pointa se rasprostirala duž oko 160 km delte Mississippija, u čijem središtu je bio Poverty Point, na površini od 3,68 km². Samo nalazište je privuklo pozornost tek početkom 20. stoljeća od kada su na njemu vršena mnoga iskopavanja i prvi put primijenjene neke moderne tehnike eksperimentalne arheologije.

## Odlike
Premda zemljani humci Poverty Pointa nisu najstariji u SAD-u (oni u Watson Brakeu izgrađeni su oko 1900 godina ranije), oni su poznati kao najstariji zemljani humci ove veličine na zapadnoj hemisferi. U središtu mjesta nalazi se trg koji pokriva oko 15 hektara (150.000 m²). Arheolozi vjeruju da je trg bio mjesto javnih ceremonija, rituala, plesova, igara i drugih velikih društvenih aktivnosti.
Nalazište ima šest koncentričnih zemljanih nasipa odvojenih jarcima ili valovima, gdje je uklonjena zemlja za izgradnju grebena. Krajevi najudaljenijeg grebena međusobno su udaljeni 1204 m. Krajevi unutarnjeg nasipa međusobno su udaljeni 594 metra. Kad bi se grebeni izravnali i postavili kraj do kraja, činili bi nasip dug 12 kilometara. Izvorno su grebeni bili visoki od 1,2 m do 1,8 m i međusobno udaljeni 43 m do 61 m. Mnogo godina oranja smanjilo je neke na samo 0,30 m visine. Arheolozi vjeruju da su se na tim grebenima nalazile kuće za oko 500 do 1000 stanovnika.
Bilo je to najveće naselje u to vrijeme u Sjevernoj Americi. Mjesto je također imalo 15 m visoku i 150 m dugu zemljanu piramidu, koja je bila usmjerena od istoka prema zapadu. Na tom se mjestu također nalazi veliki figuralni humak s likom ptice, visok 21 m i širok 200 m.
Na zapadnoj strani trga, arheolozi su pronašli neobično duboke jame. Jedno objašnjenje je da su te rupe nekoć držale ogromne drvene stupove, koji su služili kao oznake kalendara. Koristeći sunčeve sjene, stanovnici su mogli predvidjeti promjenu godišnjih doba. Ovaj veliki građevinski projekt zahtijevao je dugotrajno ulaganje ljudskog rada, te organizirane vještine i društvenu volju da se održi napor tijekom mnogih stoljeća. Znanstvenici su izračunai kako bi za dovršetak zemljanih radova bilo potrebno oko 35.000 m3 zemlje natovarene u košare. Što bi trebalo da oko 3000 odraslih osoba radi bez prestankao oko 90 dana.
- Ptičji humak (Humak A)
- Humak A Poverty Pointa
- Pogled s humka E na humak A
- Kružni drveni stupovi središnjeg trga
- Glinene kuglice za kuhanje pronađene u Poverty Pointu

## Vanjske poveznice
- Poverty Point State Historic Site  Arhivirana inačica izvorne stranice od 21. kolovoza 2008. (Wayback Machine)
- Poverty Point National Monument (National Park Service)
- Poverty Point Earthworks: Evolutionary Milestones of the Americas video presentation by The Archaeology Channel  Arhivirana inačica izvorne stranice od 30. srpnja 2012. (Wayback Machine)